# Albelda de Iregua
Albelda de Iregua és un municipi de la Rioja, a la regió de la Rioja Mitjana. Limita al nord amb Lardero i Alberite; a l'est amb Clavijo; al sud amb Nalda i a l'oest amb Sorzano i Entrena. El seu nom prové de l'àrab Bayḍā amb l'article Al, La Blanca. A la batalla d'Albelda del 851, Mussa II el Gran capturà dos caps francs, Sanç II i Emenó de Poitiers. que tirà a una masmorra.

## Personatges il·lustres
- María Bueyo Díez Jalón, primera Defensora del Poble de la Comunitat Autònoma de La Rioja.
- Javier Cámara, actor.
- Salva Díez, jugador de bàsquet.
- Carlos Coloma, ciclista.